# 資訊隱藏 (電腦科學)
计算机科学中，信息隐藏是将计算机程序中最有可能发生变化的部分與其他部分隔离开，从而讓程序的其他部分在該部分发生变化时不用被大量修改。通常計算機程序員會提供一个的接口，這個接口對應的就是經常發生變化的內容。